# Повторної загрози механізм
Механі́зм повторної загрози — ідея в шаховій композиції. Суть ідеї — оголошення мату чорному королю або стратегічний хід білої фігури повторюються, внаслідок байдужого ходу чорної фігури.

## Історія
Ідею запропонував у 1929 році російський шаховий композитор Лев Миколаєвич Гугель (1914—1941).
В задачі, наприклад двоходового жанру, після вступного ходу виникає певна загроза. Чорні, щоб захиститись від цієї загрози, роблять байдужі ходи, і після цього виникає інший мат. Байдужий хід (щонайменше два ходи однією фігурою на різні поля) — це щось на зразок того, що ніби чорна фігура взагалі знімається з шахівниці, і тоді виникає мат, який буде повторюватися при кожному ході чорних на одне з кількох доступних полів.
Ідея дістала назву — продовжений захист, а згодом її почали називати — повторна загроза, або механізм повторної загрози.
|   | a | b | c | d | e | f | g | h |   |
| 8 | b7 білий ферзь · e7 білий кінь · f7 білий король · h7 чорний пішак · c6 чорна тура · d6 чорний пішак · e6 чорний пішак · a5 чорний пішак · e5 чорний король · f5 чорний пішак · h5 білий слон · b4 білий слон · c4 білий пішак · d4 чорний слон · f4 чорний пішак · c3 чорний пішак · e3 білий кінь · d1 біла тура | b7 білий ферзь · e7 білий кінь · f7 білий король · h7 чорний пішак · c6 чорна тура · d6 чорний пішак · e6 чорний пішак · a5 чорний пішак · e5 чорний король · f5 чорний пішак · h5 білий слон · b4 білий слон · c4 білий пішак · d4 чорний слон · f4 чорний пішак · c3 чорний пішак · e3 білий кінь · d1 біла тура | b7 білий ферзь · e7 білий кінь · f7 білий король · h7 чорний пішак · c6 чорна тура · d6 чорний пішак · e6 чорний пішак · a5 чорний пішак · e5 чорний король · f5 чорний пішак · h5 білий слон · b4 білий слон · c4 білий пішак · d4 чорний слон · f4 чорний пішак · c3 чорний пішак · e3 білий кінь · d1 біла тура | b7 білий ферзь · e7 білий кінь · f7 білий король · h7 чорний пішак · c6 чорна тура · d6 чорний пішак · e6 чорний пішак · a5 чорний пішак · e5 чорний король · f5 чорний пішак · h5 білий слон · b4 білий слон · c4 білий пішак · d4 чорний слон · f4 чорний пішак · c3 чорний пішак · e3 білий кінь · d1 біла тура | b7 білий ферзь · e7 білий кінь · f7 білий король · h7 чорний пішак · c6 чорна тура · d6 чорний пішак · e6 чорний пішак · a5 чорний пішак · e5 чорний король · f5 чорний пішак · h5 білий слон · b4 білий слон · c4 білий пішак · d4 чорний слон · f4 чорний пішак · c3 чорний пішак · e3 білий кінь · d1 біла тура | b7 білий ферзь · e7 білий кінь · f7 білий король · h7 чорний пішак · c6 чорна тура · d6 чорний пішак · e6 чорний пішак · a5 чорний пішак · e5 чорний король · f5 чорний пішак · h5 білий слон · b4 білий слон · c4 білий пішак · d4 чорний слон · f4 чорний пішак · c3 чорний пішак · e3 білий кінь · d1 біла тура | b7 білий ферзь · e7 білий кінь · f7 білий король · h7 чорний пішак · c6 чорна тура · d6 чорний пішак · e6 чорний пішак · a5 чорний пішак · e5 чорний король · f5 чорний пішак · h5 білий слон · b4 білий слон · c4 білий пішак · d4 чорний слон · f4 чорний пішак · c3 чорний пішак · e3 білий кінь · d1 біла тура | b7 білий ферзь · e7 білий кінь · f7 білий король · h7 чорний пішак · c6 чорна тура · d6 чорний пішак · e6 чорний пішак · a5 чорний пішак · e5 чорний король · f5 чорний пішак · h5 білий слон · b4 білий слон · c4 білий пішак · d4 чорний слон · f4 чорний пішак · c3 чорний пішак · e3 білий кінь · d1 біла тура | 8 |
| 7 | b7 білий ферзь · e7 білий кінь · f7 білий король · h7 чорний пішак · c6 чорна тура · d6 чорний пішак · e6 чорний пішак · a5 чорний пішак · e5 чорний король · f5 чорний пішак · h5 білий слон · b4 білий слон · c4 білий пішак · d4 чорний слон · f4 чорний пішак · c3 чорний пішак · e3 білий кінь · d1 біла тура | b7 білий ферзь · e7 білий кінь · f7 білий король · h7 чорний пішак · c6 чорна тура · d6 чорний пішак · e6 чорний пішак · a5 чорний пішак · e5 чорний король · f5 чорний пішак · h5 білий слон · b4 білий слон · c4 білий пішак · d4 чорний слон · f4 чорний пішак · c3 чорний пішак · e3 білий кінь · d1 біла тура | b7 білий ферзь · e7 білий кінь · f7 білий король · h7 чорний пішак · c6 чорна тура · d6 чорний пішак · e6 чорний пішак · a5 чорний пішак · e5 чорний король · f5 чорний пішак · h5 білий слон · b4 білий слон · c4 білий пішак · d4 чорний слон · f4 чорний пішак · c3 чорний пішак · e3 білий кінь · d1 біла тура | b7 білий ферзь · e7 білий кінь · f7 білий король · h7 чорний пішак · c6 чорна тура · d6 чорний пішак · e6 чорний пішак · a5 чорний пішак · e5 чорний король · f5 чорний пішак · h5 білий слон · b4 білий слон · c4 білий пішак · d4 чорний слон · f4 чорний пішак · c3 чорний пішак · e3 білий кінь · d1 біла тура | b7 білий ферзь · e7 білий кінь · f7 білий король · h7 чорний пішак · c6 чорна тура · d6 чорний пішак · e6 чорний пішак · a5 чорний пішак · e5 чорний король · f5 чорний пішак · h5 білий слон · b4 білий слон · c4 білий пішак · d4 чорний слон · f4 чорний пішак · c3 чорний пішак · e3 білий кінь · d1 біла тура | b7 білий ферзь · e7 білий кінь · f7 білий король · h7 чорний пішак · c6 чорна тура · d6 чорний пішак · e6 чорний пішак · a5 чорний пішак · e5 чорний король · f5 чорний пішак · h5 білий слон · b4 білий слон · c4 білий пішак · d4 чорний слон · f4 чорний пішак · c3 чорний пішак · e3 білий кінь · d1 біла тура | b7 білий ферзь · e7 білий кінь · f7 білий король · h7 чорний пішак · c6 чорна тура · d6 чорний пішак · e6 чорний пішак · a5 чорний пішак · e5 чорний король · f5 чорний пішак · h5 білий слон · b4 білий слон · c4 білий пішак · d4 чорний слон · f4 чорний пішак · c3 чорний пішак · e3 білий кінь · d1 біла тура | b7 білий ферзь · e7 білий кінь · f7 білий король · h7 чорний пішак · c6 чорна тура · d6 чорний пішак · e6 чорний пішак · a5 чорний пішак · e5 чорний король · f5 чорний пішак · h5 білий слон · b4 білий слон · c4 білий пішак · d4 чорний слон · f4 чорний пішак · c3 чорний пішак · e3 білий кінь · d1 біла тура | 7 |
| 6 | b7 білий ферзь · e7 білий кінь · f7 білий король · h7 чорний пішак · c6 чорна тура · d6 чорний пішак · e6 чорний пішак · a5 чорний пішак · e5 чорний король · f5 чорний пішак · h5 білий слон · b4 білий слон · c4 білий пішак · d4 чорний слон · f4 чорний пішак · c3 чорний пішак · e3 білий кінь · d1 біла тура | b7 білий ферзь · e7 білий кінь · f7 білий король · h7 чорний пішак · c6 чорна тура · d6 чорний пішак · e6 чорний пішак · a5 чорний пішак · e5 чорний король · f5 чорний пішак · h5 білий слон · b4 білий слон · c4 білий пішак · d4 чорний слон · f4 чорний пішак · c3 чорний пішак · e3 білий кінь · d1 біла тура | b7 білий ферзь · e7 білий кінь · f7 білий король · h7 чорний пішак · c6 чорна тура · d6 чорний пішак · e6 чорний пішак · a5 чорний пішак · e5 чорний король · f5 чорний пішак · h5 білий слон · b4 білий слон · c4 білий пішак · d4 чорний слон · f4 чорний пішак · c3 чорний пішак · e3 білий кінь · d1 біла тура | b7 білий ферзь · e7 білий кінь · f7 білий король · h7 чорний пішак · c6 чорна тура · d6 чорний пішак · e6 чорний пішак · a5 чорний пішак · e5 чорний король · f5 чорний пішак · h5 білий слон · b4 білий слон · c4 білий пішак · d4 чорний слон · f4 чорний пішак · c3 чорний пішак · e3 білий кінь · d1 біла тура | b7 білий ферзь · e7 білий кінь · f7 білий король · h7 чорний пішак · c6 чорна тура · d6 чорний пішак · e6 чорний пішак · a5 чорний пішак · e5 чорний король · f5 чорний пішак · h5 білий слон · b4 білий слон · c4 білий пішак · d4 чорний слон · f4 чорний пішак · c3 чорний пішак · e3 білий кінь · d1 біла тура | b7 білий ферзь · e7 білий кінь · f7 білий король · h7 чорний пішак · c6 чорна тура · d6 чорний пішак · e6 чорний пішак · a5 чорний пішак · e5 чорний король · f5 чорний пішак · h5 білий слон · b4 білий слон · c4 білий пішак · d4 чорний слон · f4 чорний пішак · c3 чорний пішак · e3 білий кінь · d1 біла тура | b7 білий ферзь · e7 білий кінь · f7 білий король · h7 чорний пішак · c6 чорна тура · d6 чорний пішак · e6 чорний пішак · a5 чорний пішак · e5 чорний король · f5 чорний пішак · h5 білий слон · b4 білий слон · c4 білий пішак · d4 чорний слон · f4 чорний пішак · c3 чорний пішак · e3 білий кінь · d1 біла тура | b7 білий ферзь · e7 білий кінь · f7 білий король · h7 чорний пішак · c6 чорна тура · d6 чорний пішак · e6 чорний пішак · a5 чорний пішак · e5 чорний король · f5 чорний пішак · h5 білий слон · b4 білий слон · c4 білий пішак · d4 чорний слон · f4 чорний пішак · c3 чорний пішак · e3 білий кінь · d1 біла тура | 6 |
| 5 | b7 білий ферзь · e7 білий кінь · f7 білий король · h7 чорний пішак · c6 чорна тура · d6 чорний пішак · e6 чорний пішак · a5 чорний пішак · e5 чорний король · f5 чорний пішак · h5 білий слон · b4 білий слон · c4 білий пішак · d4 чорний слон · f4 чорний пішак · c3 чорний пішак · e3 білий кінь · d1 біла тура | b7 білий ферзь · e7 білий кінь · f7 білий король · h7 чорний пішак · c6 чорна тура · d6 чорний пішак · e6 чорний пішак · a5 чорний пішак · e5 чорний король · f5 чорний пішак · h5 білий слон · b4 білий слон · c4 білий пішак · d4 чорний слон · f4 чорний пішак · c3 чорний пішак · e3 білий кінь · d1 біла тура | b7 білий ферзь · e7 білий кінь · f7 білий король · h7 чорний пішак · c6 чорна тура · d6 чорний пішак · e6 чорний пішак · a5 чорний пішак · e5 чорний король · f5 чорний пішак · h5 білий слон · b4 білий слон · c4 білий пішак · d4 чорний слон · f4 чорний пішак · c3 чорний пішак · e3 білий кінь · d1 біла тура | b7 білий ферзь · e7 білий кінь · f7 білий король · h7 чорний пішак · c6 чорна тура · d6 чорний пішак · e6 чорний пішак · a5 чорний пішак · e5 чорний король · f5 чорний пішак · h5 білий слон · b4 білий слон · c4 білий пішак · d4 чорний слон · f4 чорний пішак · c3 чорний пішак · e3 білий кінь · d1 біла тура | b7 білий ферзь · e7 білий кінь · f7 білий король · h7 чорний пішак · c6 чорна тура · d6 чорний пішак · e6 чорний пішак · a5 чорний пішак · e5 чорний король · f5 чорний пішак · h5 білий слон · b4 білий слон · c4 білий пішак · d4 чорний слон · f4 чорний пішак · c3 чорний пішак · e3 білий кінь · d1 біла тура | b7 білий ферзь · e7 білий кінь · f7 білий король · h7 чорний пішак · c6 чорна тура · d6 чорний пішак · e6 чорний пішак · a5 чорний пішак · e5 чорний король · f5 чорний пішак · h5 білий слон · b4 білий слон · c4 білий пішак · d4 чорний слон · f4 чорний пішак · c3 чорний пішак · e3 білий кінь · d1 біла тура | b7 білий ферзь · e7 білий кінь · f7 білий король · h7 чорний пішак · c6 чорна тура · d6 чорний пішак · e6 чорний пішак · a5 чорний пішак · e5 чорний король · f5 чорний пішак · h5 білий слон · b4 білий слон · c4 білий пішак · d4 чорний слон · f4 чорний пішак · c3 чорний пішак · e3 білий кінь · d1 біла тура | b7 білий ферзь · e7 білий кінь · f7 білий король · h7 чорний пішак · c6 чорна тура · d6 чорний пішак · e6 чорний пішак · a5 чорний пішак · e5 чорний король · f5 чорний пішак · h5 білий слон · b4 білий слон · c4 білий пішак · d4 чорний слон · f4 чорний пішак · c3 чорний пішак · e3 білий кінь · d1 біла тура | 5 |
| 4 | b7 білий ферзь · e7 білий кінь · f7 білий король · h7 чорний пішак · c6 чорна тура · d6 чорний пішак · e6 чорний пішак · a5 чорний пішак · e5 чорний король · f5 чорний пішак · h5 білий слон · b4 білий слон · c4 білий пішак · d4 чорний слон · f4 чорний пішак · c3 чорний пішак · e3 білий кінь · d1 біла тура | b7 білий ферзь · e7 білий кінь · f7 білий король · h7 чорний пішак · c6 чорна тура · d6 чорний пішак · e6 чорний пішак · a5 чорний пішак · e5 чорний король · f5 чорний пішак · h5 білий слон · b4 білий слон · c4 білий пішак · d4 чорний слон · f4 чорний пішак · c3 чорний пішак · e3 білий кінь · d1 біла тура | b7 білий ферзь · e7 білий кінь · f7 білий король · h7 чорний пішак · c6 чорна тура · d6 чорний пішак · e6 чорний пішак · a5 чорний пішак · e5 чорний король · f5 чорний пішак · h5 білий слон · b4 білий слон · c4 білий пішак · d4 чорний слон · f4 чорний пішак · c3 чорний пішак · e3 білий кінь · d1 біла тура | b7 білий ферзь · e7 білий кінь · f7 білий король · h7 чорний пішак · c6 чорна тура · d6 чорний пішак · e6 чорний пішак · a5 чорний пішак · e5 чорний король · f5 чорний пішак · h5 білий слон · b4 білий слон · c4 білий пішак · d4 чорний слон · f4 чорний пішак · c3 чорний пішак · e3 білий кінь · d1 біла тура | b7 білий ферзь · e7 білий кінь · f7 білий король · h7 чорний пішак · c6 чорна тура · d6 чорний пішак · e6 чорний пішак · a5 чорний пішак · e5 чорний король · f5 чорний пішак · h5 білий слон · b4 білий слон · c4 білий пішак · d4 чорний слон · f4 чорний пішак · c3 чорний пішак · e3 білий кінь · d1 біла тура | b7 білий ферзь · e7 білий кінь · f7 білий король · h7 чорний пішак · c6 чорна тура · d6 чорний пішак · e6 чорний пішак · a5 чорний пішак · e5 чорний король · f5 чорний пішак · h5 білий слон · b4 білий слон · c4 білий пішак · d4 чорний слон · f4 чорний пішак · c3 чорний пішак · e3 білий кінь · d1 біла тура | b7 білий ферзь · e7 білий кінь · f7 білий король · h7 чорний пішак · c6 чорна тура · d6 чорний пішак · e6 чорний пішак · a5 чорний пішак · e5 чорний король · f5 чорний пішак · h5 білий слон · b4 білий слон · c4 білий пішак · d4 чорний слон · f4 чорний пішак · c3 чорний пішак · e3 білий кінь · d1 біла тура | b7 білий ферзь · e7 білий кінь · f7 білий король · h7 чорний пішак · c6 чорна тура · d6 чорний пішак · e6 чорний пішак · a5 чорний пішак · e5 чорний король · f5 чорний пішак · h5 білий слон · b4 білий слон · c4 білий пішак · d4 чорний слон · f4 чорний пішак · c3 чорний пішак · e3 білий кінь · d1 біла тура | 4 |
| 3 | b7 білий ферзь · e7 білий кінь · f7 білий король · h7 чорний пішак · c6 чорна тура · d6 чорний пішак · e6 чорний пішак · a5 чорний пішак · e5 чорний король · f5 чорний пішак · h5 білий слон · b4 білий слон · c4 білий пішак · d4 чорний слон · f4 чорний пішак · c3 чорний пішак · e3 білий кінь · d1 біла тура | b7 білий ферзь · e7 білий кінь · f7 білий король · h7 чорний пішак · c6 чорна тура · d6 чорний пішак · e6 чорний пішак · a5 чорний пішак · e5 чорний король · f5 чорний пішак · h5 білий слон · b4 білий слон · c4 білий пішак · d4 чорний слон · f4 чорний пішак · c3 чорний пішак · e3 білий кінь · d1 біла тура | b7 білий ферзь · e7 білий кінь · f7 білий король · h7 чорний пішак · c6 чорна тура · d6 чорний пішак · e6 чорний пішак · a5 чорний пішак · e5 чорний король · f5 чорний пішак · h5 білий слон · b4 білий слон · c4 білий пішак · d4 чорний слон · f4 чорний пішак · c3 чорний пішак · e3 білий кінь · d1 біла тура | b7 білий ферзь · e7 білий кінь · f7 білий король · h7 чорний пішак · c6 чорна тура · d6 чорний пішак · e6 чорний пішак · a5 чорний пішак · e5 чорний король · f5 чорний пішак · h5 білий слон · b4 білий слон · c4 білий пішак · d4 чорний слон · f4 чорний пішак · c3 чорний пішак · e3 білий кінь · d1 біла тура | b7 білий ферзь · e7 білий кінь · f7 білий король · h7 чорний пішак · c6 чорна тура · d6 чорний пішак · e6 чорний пішак · a5 чорний пішак · e5 чорний король · f5 чорний пішак · h5 білий слон · b4 білий слон · c4 білий пішак · d4 чорний слон · f4 чорний пішак · c3 чорний пішак · e3 білий кінь · d1 біла тура | b7 білий ферзь · e7 білий кінь · f7 білий король · h7 чорний пішак · c6 чорна тура · d6 чорний пішак · e6 чорний пішак · a5 чорний пішак · e5 чорний король · f5 чорний пішак · h5 білий слон · b4 білий слон · c4 білий пішак · d4 чорний слон · f4 чорний пішак · c3 чорний пішак · e3 білий кінь · d1 біла тура | b7 білий ферзь · e7 білий кінь · f7 білий король · h7 чорний пішак · c6 чорна тура · d6 чорний пішак · e6 чорний пішак · a5 чорний пішак · e5 чорний король · f5 чорний пішак · h5 білий слон · b4 білий слон · c4 білий пішак · d4 чорний слон · f4 чорний пішак · c3 чорний пішак · e3 білий кінь · d1 біла тура | b7 білий ферзь · e7 білий кінь · f7 білий король · h7 чорний пішак · c6 чорна тура · d6 чорний пішак · e6 чорний пішак · a5 чорний пішак · e5 чорний король · f5 чорний пішак · h5 білий слон · b4 білий слон · c4 білий пішак · d4 чорний слон · f4 чорний пішак · c3 чорний пішак · e3 білий кінь · d1 біла тура | 3 |
| 2 | b7 білий ферзь · e7 білий кінь · f7 білий король · h7 чорний пішак · c6 чорна тура · d6 чорний пішак · e6 чорний пішак · a5 чорний пішак · e5 чорний король · f5 чорний пішак · h5 білий слон · b4 білий слон · c4 білий пішак · d4 чорний слон · f4 чорний пішак · c3 чорний пішак · e3 білий кінь · d1 біла тура | b7 білий ферзь · e7 білий кінь · f7 білий король · h7 чорний пішак · c6 чорна тура · d6 чорний пішак · e6 чорний пішак · a5 чорний пішак · e5 чорний король · f5 чорний пішак · h5 білий слон · b4 білий слон · c4 білий пішак · d4 чорний слон · f4 чорний пішак · c3 чорний пішак · e3 білий кінь · d1 біла тура | b7 білий ферзь · e7 білий кінь · f7 білий король · h7 чорний пішак · c6 чорна тура · d6 чорний пішак · e6 чорний пішак · a5 чорний пішак · e5 чорний король · f5 чорний пішак · h5 білий слон · b4 білий слон · c4 білий пішак · d4 чорний слон · f4 чорний пішак · c3 чорний пішак · e3 білий кінь · d1 біла тура | b7 білий ферзь · e7 білий кінь · f7 білий король · h7 чорний пішак · c6 чорна тура · d6 чорний пішак · e6 чорний пішак · a5 чорний пішак · e5 чорний король · f5 чорний пішак · h5 білий слон · b4 білий слон · c4 білий пішак · d4 чорний слон · f4 чорний пішак · c3 чорний пішак · e3 білий кінь · d1 біла тура | b7 білий ферзь · e7 білий кінь · f7 білий король · h7 чорний пішак · c6 чорна тура · d6 чорний пішак · e6 чорний пішак · a5 чорний пішак · e5 чорний король · f5 чорний пішак · h5 білий слон · b4 білий слон · c4 білий пішак · d4 чорний слон · f4 чорний пішак · c3 чорний пішак · e3 білий кінь · d1 біла тура | b7 білий ферзь · e7 білий кінь · f7 білий король · h7 чорний пішак · c6 чорна тура · d6 чорний пішак · e6 чорний пішак · a5 чорний пішак · e5 чорний король · f5 чорний пішак · h5 білий слон · b4 білий слон · c4 білий пішак · d4 чорний слон · f4 чорний пішак · c3 чорний пішак · e3 білий кінь · d1 біла тура | b7 білий ферзь · e7 білий кінь · f7 білий король · h7 чорний пішак · c6 чорна тура · d6 чорний пішак · e6 чорний пішак · a5 чорний пішак · e5 чорний король · f5 чорний пішак · h5 білий слон · b4 білий слон · c4 білий пішак · d4 чорний слон · f4 чорний пішак · c3 чорний пішак · e3 білий кінь · d1 біла тура | b7 білий ферзь · e7 білий кінь · f7 білий король · h7 чорний пішак · c6 чорна тура · d6 чорний пішак · e6 чорний пішак · a5 чорний пішак · e5 чорний король · f5 чорний пішак · h5 білий слон · b4 білий слон · c4 білий пішак · d4 чорний слон · f4 чорний пішак · c3 чорний пішак · e3 білий кінь · d1 біла тура | 2 |
| 1 | b7 білий ферзь · e7 білий кінь · f7 білий король · h7 чорний пішак · c6 чорна тура · d6 чорний пішак · e6 чорний пішак · a5 чорний пішак · e5 чорний король · f5 чорний пішак · h5 білий слон · b4 білий слон · c4 білий пішак · d4 чорний слон · f4 чорний пішак · c3 чорний пішак · e3 білий кінь · d1 біла тура | b7 білий ферзь · e7 білий кінь · f7 білий король · h7 чорний пішак · c6 чорна тура · d6 чорний пішак · e6 чорний пішак · a5 чорний пішак · e5 чорний король · f5 чорний пішак · h5 білий слон · b4 білий слон · c4 білий пішак · d4 чорний слон · f4 чорний пішак · c3 чорний пішак · e3 білий кінь · d1 біла тура | b7 білий ферзь · e7 білий кінь · f7 білий король · h7 чорний пішак · c6 чорна тура · d6 чорний пішак · e6 чорний пішак · a5 чорний пішак · e5 чорний король · f5 чорний пішак · h5 білий слон · b4 білий слон · c4 білий пішак · d4 чорний слон · f4 чорний пішак · c3 чорний пішак · e3 білий кінь · d1 біла тура | b7 білий ферзь · e7 білий кінь · f7 білий король · h7 чорний пішак · c6 чорна тура · d6 чорний пішак · e6 чорний пішак · a5 чорний пішак · e5 чорний король · f5 чорний пішак · h5 білий слон · b4 білий слон · c4 білий пішак · d4 чорний слон · f4 чорний пішак · c3 чорний пішак · e3 білий кінь · d1 біла тура | b7 білий ферзь · e7 білий кінь · f7 білий король · h7 чорний пішак · c6 чорна тура · d6 чорний пішак · e6 чорний пішак · a5 чорний пішак · e5 чорний король · f5 чорний пішак · h5 білий слон · b4 білий слон · c4 білий пішак · d4 чорний слон · f4 чорний пішак · c3 чорний пішак · e3 білий кінь · d1 біла тура | b7 білий ферзь · e7 білий кінь · f7 білий король · h7 чорний пішак · c6 чорна тура · d6 чорний пішак · e6 чорний пішак · a5 чорний пішак · e5 чорний король · f5 чорний пішак · h5 білий слон · b4 білий слон · c4 білий пішак · d4 чорний слон · f4 чорний пішак · c3 чорний пішак · e3 білий кінь · d1 біла тура | b7 білий ферзь · e7 білий кінь · f7 білий король · h7 чорний пішак · c6 чорна тура · d6 чорний пішак · e6 чорний пішак · a5 чорний пішак · e5 чорний король · f5 чорний пішак · h5 білий слон · b4 білий слон · c4 білий пішак · d4 чорний слон · f4 чорний пішак · c3 чорний пішак · e3 білий кінь · d1 біла тура | b7 білий ферзь · e7 білий кінь · f7 білий король · h7 чорний пішак · c6 чорна тура · d6 чорний пішак · e6 чорний пішак · a5 чорний пішак · e5 чорний король · f5 чорний пішак · h5 білий слон · b4 білий слон · c4 білий пішак · d4 чорний слон · f4 чорний пішак · c3 чорний пішак · e3 білий кінь · d1 біла тура | 1 |
|   | a | b | c | d | e | f | g | h |   |

FEN: 8/1Q2NK1p/2rpp3/p3kp1B/1BPb1p2/2p1N3/8/3R4

1. Sg2! ~ 2. Sxc6 Ke4 3.Rxd4#
1. ... B~ 2. Bc3 Ke4 3. Qb1#
1. ... Bb6 2. Bf3! ~ 3. Sc6#
        2. ... R~ 3. Bd6#
        2. ... Rc5 3. Bc3#
1. ... R~ 2. Re1 Be3 3. Bc3#
1. ... Rc4 2. Qf3! ~ 3. Qf4#
        2. ... B~ 3. Bd6#
        2. ... Bc5 3. Sc6#

В цій задачі повторна загроза проходить чотири рази.